# 遠藤良太
遠藤 良太（えんどう りょうた、1984年12月19日 - ）は、日本の政治家。日本維新の会所属の元衆議院議員（1期）。父はロングライフホールディング創設者で、クリスチャン実業家としても知られる遠藤正一。

## 来歴
大阪府堺市出身。追手門学院大学経営学部卒業。在学中の2007年にバックパッカーとして世界1周した経験を持つ。
2009年、中国山東省威海市に語学留学し、日本語講師として従事。翌年に帰国しハウステンボス株式会社に入社。
2013年、老人ホームや在宅介護事業を行うロングライフホールディング（大阪市）に入社し、2015年からは中国に駐在して現地有料老人ホームの立ち上げや運営管理などに従事。
2019年、帰任し、同社の海外事業を担う子会社ロングライフグローバルコンサルタントの代表取締役社長に就任。
2021年9月、日本維新の会兵庫5区支部長に就任。候補者を探していた維新の会と縁があった遠藤の親族から推薦があり、党本部の調整で5区からの立候補が決まった。翌10月の第49回衆議院議員総選挙では、小選挙区で自由民主党の谷公一に敗れるも、重複立候補していた比例近畿ブロックで復活し、初当選した。
2024年10月の第50回衆議院議員総選挙では兵庫5区から日本維新の会公認で立候補し、小選挙区で3位となり、重複立候補していた比例近畿ブロックでも復活ならず落選した。

## 人物
- 中国での語学留学、駐在経験を通じて、中国語が堪能[3]。
- クリスチャン（福音交友会和泉聖書教会教会員）で、聖書を愛読している[2]。
- 聖隷福祉事業団創設者の長谷川保が名付け親である。
- 父・遠藤正一は、中馬弘毅元衆院議員の秘書をしていた。正一も嘗て、進歩党から第39回衆議院議員総選挙に出馬したが落選している。

## 選挙歴
| 当落 | 選挙                   | 執行日         | 選挙区      | 政党         | 得票数    | 得票率 | 定数 | 得票順位 /候補者数 | 政党内比例順位 /政党当選者数 |
| ---- | ---------------------- | -------------- | ----------- | ------------ | --------- | ------ | ---- | ------------------ | ---------------------------- |
| 比当 | 第49回衆議院議員総選挙 | 2021年10月31日 | 兵庫県第5区 | 日本維新の会 | 6万5714票 | 29.50% | 1    | 2/3                | 6/10                         |
| 落   | 第50回衆議院議員総選挙 | 2024年10月27日 | 兵庫県第5区 | 日本維新の会 | 5万3793票 | 25.60% | 1    | 3/3                | 12/7                         |